# Стена цитадели Туркестана
Стена цитадели Туркестана — памятник истории и архитектуры XVI—XIX веков в городе Туркестане на восточной стороне цитадели городища Туркестан. С 1982 года входит в список памятников истории и культуры Казахстана республиканского значения.

## Архитектура
Памятник представляет собой фрагменты стены цитадели. Стены образовывали пятигранник со сторонами около 150 м, который примыкал к восточной части городских стен. Сохранившиеся участки стены возведены из сырцового кирпича на высоту до 10 м. Верх завершен бойницами и зубцами. Боевые ходы с разбежными лестницами устроены в XIX веке. Башня круглая, с внутренним помещением, перекрытым балочным настилом с саманной стяжкой по верху, функционировала как контрфорс и как боевой люнет.
Оборонительные стены города Туркестана видоизменялись: ранние — глинобитные, поздние — из крупного саманного кирпича. В теле стен обнаружена арматура в виде мощных горизонтально уложенных древесных стволов, в основании уложены гидроизоляционные прокладки. При расчистке стен обнаружены каменные ядра от 3 до 10 см в диаметре, некоторые имеют конусообразную обработку для установки в метательном аппарате. Рвы и мосты туркестанских фортификаций утрачены. Со второй половины XIX века городские стены, утратив оборонное значение, быстро разрушались. Сохранившиеся фрагменты в градостроительной структуре города Туркестана соответствуют периоду XVIII—XIX веков. В 1980 году фрагменты стены были реконструированы.